# Earthworm Jim (игра, 1994)
Earthworm Jim (с англ. — «Червяк Джим»; сокр. EWJ) — видеоигра в жанре платформера, разработанная студией Shiny Entertainment и изданная компанией Virgin Interactive. Главным героем игры является антропоморфный земляной червь по имени Джим, одетый в роботизированный суперкостюм и сражающийся со злом. Игра была выпущена для приставки Mega Drive/Genesis в 1994 году и впоследствии была портирована на SNES, Game Gear, Game Boy и ПК. После выпуска журналисты положительно оценили игру за детальную анимацию, продуманный игровой процесс и эксцентричный абсурдный юмор.
В 1995 году было выпущено специальное издание Earthworm Jim: Special Edition для платформы Sega Mega-CD, а чуть позже появилось на Windows 95. Данная версия игры отличалась добавленным уровнем «Big Bruty», улучшенной графикой, звуком и амуницией главного героя; также были расширены уровни «New Junk City» («More Junk») и «What the Heck?».
В 1996 году обе игры были портированы на персональный компьютер для MS-DOS в составе антологии Whole Can ’O Worms. Переносом занималась скандинавская компания Rainbow Arts. В антологии отсутствовал уровнь «Intestinal Distress» и полёт с механической курицей из «Level 5».
В 2009 году компания Gameloft портировала игру на мобильные телефоны и iPhone, а в 2010-м и на Bada. В июне 2010 года ей же была выпущена HD-версия для консоли Xbox 360, а в июле — на PlayStation 3.
Помимо игры, в 1995—1996 годах выходил одноимённый мультсериал.

## Сюжет
Действие происходит на разных сюрреалистичных планетах. Джим изначально был обычным земляным червём, занимавшимся тем, что обычно делают дождевые черви: поедал гумус и спасался от ворон. Однажды в космическом пространстве над Землёй злодей Психоворон (англ. Psy-Crow) нагнал космический корабль, пилотируемый бунтовщиком, который украл «Ультра-высокотехнологичный неуничтожимый суперкосмокиберкостюм», сконструированный Профессором Обезьяноголовом (англ. Professor Monkey-For-A-Head). Скафандр предназначался для злой Королевы Пульсирующей, Надутой, Прогнившей, Потной, Гнойной, Уродливой, Слизнезадницы (англ. Queen Pulsating, Bloated, Festering, Sweaty, Pus-filled, Malformed, Slug-for-a-Butt), желающей продолжить завоевание галактики. В результате космического сражения, скафандр попал на Землю, и, по чистой случайности, Джим оказался внутри его воротника. В результате он мутировал в крупного и разумного супергероя.
Джим подслушал переговоры Психоворона и Королевы Слизнезадницы о её планах в отношении её сестры — Принцессы Как-её-там-зовут (англ. Princess What’s-Her-Name). В результате Джим отправился спасать принцессу.

## Разработка и выход игры
Своим появлением игра в первую очередь обязана Дугласу ТенНэйплу — калифорнийскому художнику комиксов и аниматору, известному также по компьютерной игре The Neverhood. Его авторству принадлежат все ключевые персонажи игры, включая самого Джима. Первым из персонажей игры появился кот Зловред. Ещё в 1991 году ТенНэйпел опубликовал короткий комикс с участием злобного кота. Двумя годами позже им были придуманы остальные герои будущей игры (сам Джим был создан Дугласом в середине ноября 1993 года), которых он и представил команде Дэвида Перри. Вначале Перри предложил назвать героя будущей игры Лэнсом (Lance — сокращённое от Ланселот), полагая, что имя супергероя должно звучать возвышенно. Команда поддержала его идею, однако ТенНэйпл был непреклонен и оставил за собой право наречь собственное «дитя» по-своему. В двух первых играх Джим «говорит» голосом своего создателя Дугласа ТенНэйпела. Основным программистом выступил Дэвид Перри — глава студии Shiny Entertainment. Звуковую дорожку написал Томми Талларико. В титрах первой игры вместо него вписан Марк Миллер — коллега-композитор и большой друг Талларико. Это было сделано умышленно, так как в тот момент Томми ещё оставался сотрудником Virgin Interactive и работал над игрой втайне от работодателя.
Разработка игры началась в конце 1993 года после основания в октябре того же года самой студии Shiny Entertainment. Несколько аниматоров работали над высоко проработанной визуальной составляющей игры. Графический движок был заимствован из игры Aladdin для Mega Drive/Genesis, созданной ранее Дэвидом Перри в составе компании Virgin. К тому же уровень графики доведён до высокого уровня, что сделало игру одной из самых красивых на приставке Mega Drive/Genesis.

## Отзывы
| Сводный рейтинг       | Сводный рейтинг                                                       |
| Агрегатор             | Оценка                                                                |
| --------------------- | --------------------------------------------------------------------- |
| GameRankings          | 81,17 % (Mega Drive) 66,13 % (GBA)                                    |
| Иноязычные издания    |                                                                       |
| Издание               | Оценка                                                                |
| Edge                  | 7/10                                                                  |
| EGM                   | 8,75/10 (Genesis) 8,4/10 (SNES) 8,875/10 (Sega CD) 6,5/10 (Game Gear) |
| Maximum               | (Windows 95)                                                          |
| Mega                  | 92 % (Genesis)                                                        |
| Next Generation       | (Genesis) · Earthworm Jim: Special Edition: (Sega CD)                 |
| Русскоязычные издания |                                                                       |
| Издание               | Оценка                                                                |
| SBG Magazine          | 8/10 (Windows 95)                                                     |

Игра получила восторженные отзывы критиков. Earthworm Jim был назван лучшей игрой на Sega Genesis в 1994 году журналом Electronic Gaming Monthly.

## Продолжения и другие появления
Джим фигурирует в семи различных играх, одном мультсериале и двух комиксах.
Спустя год после небывалого успеха первой игры выходит сиквел под названием Earthworm Jim 2 (1995) для Mega Drive/Genesis, Sega Saturn, PlayStation, SNES, ПК, а позже и для Game Boy Advance. Две последующие игры — Earthworm Jim 3D (1999, ПК, Nintendo 64) и Earthworm Jim: Menace 2 the Galaxy (1999, Game Boy Color) — были выпущены без участия Shiny и получили сдержанные отзывы.
Джим также появлялся в качестве скрытого бойца в играх Battle Arena Toshinden (1996, ПК) и Clay Fighter: Sculptor’s Cut
(1998, Nintendo 64), а чуть ранее — в роли действующего в Clay Fighter 63 1/3 (1997) на всё той же платформе Nintendo 64.
На 2007 год был намечен выпуск игры под рабочим названием Earthworm Jim: PSP для платформы PlayStation Portable, но в итоге проект был свёрнут.
В 2009 году первая часть была портирована на мобильные телефоны. Разработчиком является компания Gameloft.
На NES имели хождение несколько ремейков/ромхаков по игре, к примеру Earthworm Jim 3 - Является пиратским портом первой игры, игра очень сильно урезана и имеет всего три уровня: «New Junk City», «What the Heck» и «For Pete’s Sake!», каждая которая поделена на 2 части, в итоге в игре 6 уровней, и 5 боссов (Мусорный бак, Чак, Снеговик, Кот-Зловред и Робот-курица). В игре отсутствует плазма-бластер (хотя оставлена анимация случайного выстрела плазмой в себя), многие игровые механики (к примеру цепляться за крюки используя хлыст), чекпоинты и секреты с бонусами.
В июне 2010 года вышла игра HD-версия, созданная компанией Gameloft. Среди нововведений — новый уровень в окружении микросхем и возможность кооперативного прохождения на четырёх человек. Платформер разрабатывается не только для стационарных, но и портативных консолей.
Томми Талларико, участвовавший в создании дилогии оригинальных игр о Червяке Джиме, объявил о разработке прямого продолжения для игровой приставки Intellivision Amico. Выход игры был запланирован на октябрь 2020 года, однако, выход игры был отменен, также как и выход приставки..
В ноябре 2021 года Interplay Entertainment Corp. объявила о том, что в производстве находится новый мультсериал с Червяком Джимом в главной роли и даже продемонстрировала тизер нового сериала. Известно, что анимацией нового проекта будет заниматься студия Passion Pictures, однако о сроках пока ничего не известно. В конце 2023 года, один из сценаристов шоу, Брент Фридман, рассказал в X, что проект приостановлен.